# Liste der Fornminnen in Multrå

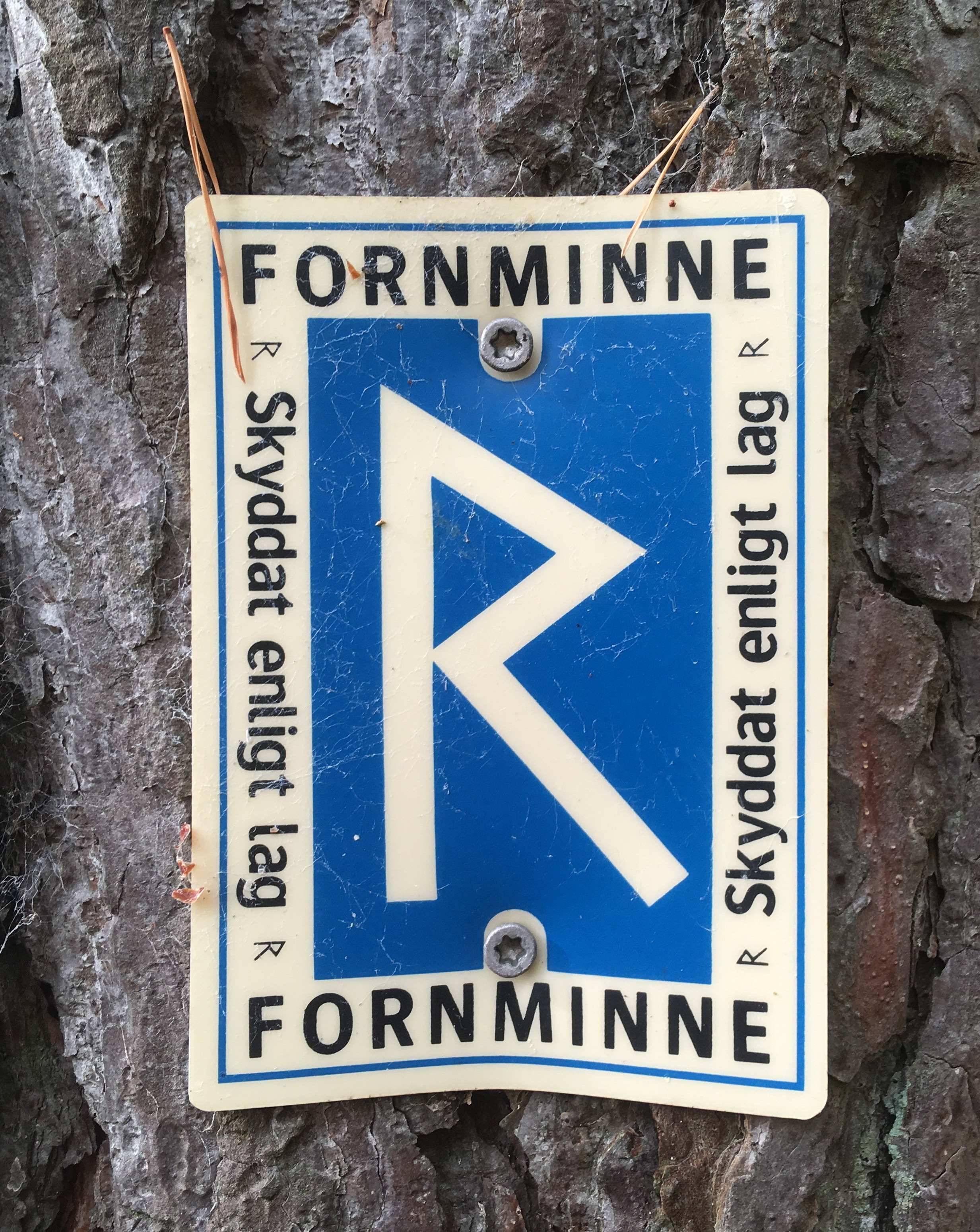
Zeichen für „Fornminnen“ in Schweden

Diese Liste der Fornminnen in Multrå zeigt die „Alten/antiken Denkmale“ (schwedisch fornminnen) im ehemaligen Socken Multrå in der heutigen Gemeinde Sollefteå der schwedischen Provinz Västernorrlands län, sie ist eine Teilliste der „Liste der Fornminnen in Västernorrland“. Die Aufteilung basiert auf der historischen Zuordnung der Gebiete in Socken (siehe auch) und der Einteilung des Zentralamts für Denkmalpflege Riksantikvarieämbetet (RAÄ). Es werden die Fornminnen aufgeführt, die auf dem Suchdienst „Fornsök“ registriert sind, welcher weitere Informationen zu den bekannten kulturhistorischen Überresten in Schweden enthält.

## Begriffserklärung
Fornminnen (schwedisch für alte/antike Denkmale oder archäologische Funde) sind in Schweden alte Objekte und archäologische Funde (Fornlämningar), welche die Überreste menschlicher Aktivitäten in der Vergangenheit bezeichnen, die durch frühere Nutzung entstanden sind und dauerhaft aufgegeben wurden. Dabei gilt für Fornminnen, die vor 1850 entstanden sind, dass sie automatisch durch das Gesetz geschützt sind. Aber auch jüngere Überreste können zu Bodendenkmalen erklärt werden, wenn sie sich an ihrem ursprünglichen Standort befinden und weitgehend erdgebunden sind. Als Fornminnen zählen u. a. Siedlungen und Siedlungsreste aus prähistorischer Zeit, Gräber und Grabstätten, Burgruinen, Ruinen von Klöstern, Kirchen und Schlössern, Steine und Felsen mit Inschriften und Bildern (z. B. Runensteine und Petroglyphen), insofern sie nicht schon als Einzeldenkmal unter Byggnadsminnen (schwedisch für Baudenkmale) oder kyrkliga Kulturminnen (schwedisch für kirchliches Kulturgut) ausgewiesen sind.

## Legende
| ID           | = | ID.Nr. des Denkmalregisters (Fornsök) im schwedische Amt für nationales Kulturerbe (Riksantikvarieämbetet (RAÄ)) |
| Lage         | = | Koordinatenangabe des Standorts                                                                                  |
| Bezeichnung  | = | Bezeichnung des Denkmalobjekts (auch RAÄ-Nr.)                                                                    |
| Beschreibung | = | Name (Denkmaltyp/Dokumentenverweis im Arkivsök) sowie eine kurze Beschreibung des Objekts                        |
| Bild         | = | Bild des Objekts sowie Verweis auf weitere Bilder                                                                |

## Liste Fornminnen Multrå
| ID             | Lage    | Bezeichnung (RAÄ-Nr.) | Beschreibung | Bild           |
| -------------- | ------- | --------------------- | --- | -------------- |
| 10305900030001 | (Karte) | Multrå 3:1            | Multrå 3:1 (Hügelgrab / L1935:9087) rundes (etwa 5 m Durchmesser) Hügelgrab am Nordhang des Ångermanälven etwa 300 m südlich der Ortschaft Västerstrinne. | Weitere Bilder |
| 10305900080001 | (Karte) | Multrå 8:1            | Multrå 8:1 (Hügelgrab / L1935:5822) rundes (etwa 7 m Durchmesser, 1 m hoch) Hügelgrab am Südhang des Ångermanälven bei der Ortschaft Bjurtsa. | Weitere Bilder |
| 10305900100001 | (Karte) | Multrå 10:1           | Multrå 10:1 (Gräberfeld / L1935:5875) ovales (etwa 150 x 50 m großes) Gräberfeld am Nordhang des Ångermanälven bei der Ortschaft Österstrinne, bestehend aus 10 Hügelgräbern (davon 8 runde und 2 ovale) von bis zu 10 m Durchmesser und 1,3 m Höhe. | Weitere Bilder |
| 10305900110001 | (Karte) | Multrå 11:1           | Multrå 11:1 (Naturgebilde / L1935:6078) runder Moränenhügel (auch als schwedisch „Rysshögen“ ~ „Russenhügel“ bekannt) etwa 1,5 km nördlich von Österstrinne gelegen, mit einem Durchmesser von 25 m und 4,5 m Höhe sowie einer 5 m großen Grube in der Mitte ist der Hügel von Nadelwald überwachsen.                                                                                          | Weitere Bilder |
| 10305900120001 | (Karte) | Multrå 12:1           | Multrå 12:1 (Hügelgrab / L1935:5866) Beschreibung ergänzen | Weitere Bilder |
| 10305900190001 | (Karte) | Multrå 19:1           | Multrå 19:1 (Hausfundament / L1935:6027) Beschreibung ergänzen | Weitere Bilder |
| 10305900340002 | (Karte) | Multrå 34:2           | Multrå 34:2 (Alm / L1935:9691) Bergbauernhof, zusammen mit dem ca. 90 m westlich davon gelegenen Hof Multrå 34:1 (L1935:8999) wird er als schwedisch „Ingerstabodarna“ bezeichnet. Er liegt am Nordhang des Sees Talgsjön, etwa 9,5 km nordöstlich von Sollefteå; auf einer Fläche von 50 x 40 m befinden sich zwei erhaltengebliebene Hausfundamente von 6 x 5 m mit erkennbaren Kaminmauern. | Weitere Bilder |